# Echeandia tamaulipensis
Echeandia tamaulipensis är en sparrisväxtart som beskrevs av Robert William Cruden. Echeandia tamaulipensis ingår i släktet Echeandia och familjen sparrisväxter. Inga underarter finns listade i Catalogue of Life.